# Ложнодолгохвостовые
Ложнодолгохвостовые (лат. Ateleopodidae) — семейство морских лучепёрых рыб монотипического отряда ложнодолгохвостообразных (Ateleopodiformes). Насчитывает 12—13 видов в четырёх родах.

## Описание
Голова большая, бульбообразная, с желеобразным рылом. Хвостовой плавник редуцирован и сливается с длинным анальным плавником, в котором более 70 мягких лучей. Спинной плавник короткий, с 3—13 мягкими лучами. Брюшной плавник у взрослых особей с одним длинным лучом, расположенным на горле; у молоди в брюшных плавниках до 10 лучей. Скелет в основном хрящевой. Максимальная длина около 2 м.

## Распространение и места обитания
Ложнодолгохвостовые являются глубоководными, донными, морскими рыбами. Обитают на глубине от 100 до 1200 м в Карибском море, в восточной части Атлантического, западной и центральной частях Индо-Тихоокеанской области и у тихоокеанского побережья Центральной Америки.
Большинство видов плохо изучены, но вид Guentherus altivelis представляет потенциальный интерес для коммерческого рыболовства.

## Классификация
В составе семейства выделяют четыре рода:
- Ateleopus — Ложножолгохвосты, или ателеопы
- Guentherus — Гюнтересы
- Ijimaia — Иджимайи
- Parateleopus — Парателеопы